# Nōin
Nōin (能因?   988 - ¿1058?) es un poeta japonés y monje budista que vivió a mediados de la era Heian. Su nombre verdadero fue Tachibana no Nagayasu (橘永愷?). Está considerado dentro de la lista antológica Chūko Sanjūrokkasen de waka hecho por Fujiwara no Norikane.

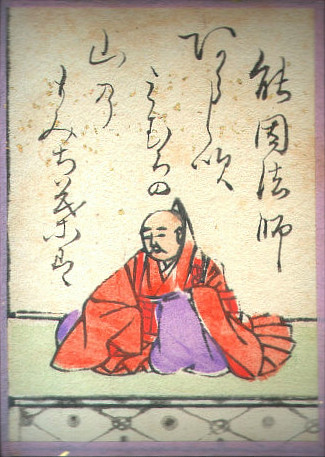
Nōin, en el Hyakunin Isshu.

Entre sus obras se encuentra la colección de waka Nōin-shū (能因集?), la antología imperial Gengenshū (玄々集?) y la obra poética Nōin Utamakura (能因歌枕?).
Uno de sus poemas está antologizado en el Hyakunin Isshu.